# Aleiodes scrutator
Aleiodes scrutator är en stekelart som först beskrevs av Thomas Say 1836.  Aleiodes scrutator ingår i släktet Aleiodes och familjen bracksteklar. Inga underarter finns listade i Catalogue of Life.